# Cottlesville
Cottlesville est une communauté rurale située sur l'île New World dans la province de Terre-Neuve-et-Labrador au Canada tout près de Summerford.